# Valère Vautmans
Valère Vautmans (Wellen, 3 september 1943 - Sint-Truiden, 17 maart 2007) was een Belgisch liberaal politicus.

## Levensloop
Valère Vautmans studeerde af als burgerlijk bouwkundig ingenieur aan de Katholieke Universiteit Leuven. Hij werd ingenieur bij de wegendienst van de provincie Limburg en hoofdingenieur bij de Dienst voor de Scheepvaart in Hasselt, de voorloper van nv De Scheepvaart. In 1984 werd hij er directeur-generaal van. Ook werd hij benoemd tot voorzitter van de raad van bestuur van Waterwegen en Zeekanaal, wat hij bleef tot aan zijn dood.
Ook was hij van 1974 tot 1977 kabinetsattaché van ministers van Openbare Werken Jean Defraigne en Louis Olivier, van 1981 tot 1988 kabinetschef van minister van Openbare Werken Louis Olivier en van 1988 tot 1991 kabinetschef van Vlaams minister Louis Waltniel.
Het was de bedoeling dat hij in 1988 gecoöpteerd senator zou worden, maar hij werd niet verkozen.
Van 1991 tot 1995 zat hij voor de PVV in de Kamer van volksvertegenwoordigers. In de periode januari 1992-mei 1995 had hij als gevolg van het toen bestaande dubbelmandaat ook zitting in de Vlaamse Raad, de voorloper van het huidige Vlaams Parlement. Vervolgens werd hij van 1995 tot 1999 rechtstreeks verkozen senator voor de VLD. In de Senaat zat hij de Commissie voor Buitenlandse Aangelegenheden voor.
Ook was hij van 1989 tot 1993 gemeenteraadslid van Hasselt. In 1994 werd hij verkozen in de gemeenteraad van Sint-Truiden, waar hij eerste schepen werd. In 2000 trad hij af en werd hij benoemd tot administrateur-generaal van de Coördinatie Waterwegen Vlaanderen. Verder was hij regeringscommissaris bij VITO, een onafhankelijke onderzoeksorganisatie op het vlak van energie, leefmilieu en materialen.
Valère Vautmans, die op 63-jarige leeftijd na een ziekte overleed, was een oom van Open Vld-politica Hilde Vautmans.